# Амманити, Никколо
Никколо Амманити (итал. Niccolò Ammaniti; род. 25 сентября 1966, Рим) — итальянский писатель.

## Биография
Родился в Риме в 1966 году. Учился на биологическом факультете, но не закончил университетскую программу. По слухам, его дипломная работа «Rilascio di Acetilcolinesterasi in neuroblastoma» стала основой первого романа «Жабры» (Branchie), опубликованного в 1994 году небольшим издательством «Эдиэссе» и приобретённого известнейшим издательством «Эйнауди» в 1997 году. Роман повествует о мальчике из Рима, у которого обнаружили опухоль. Он против воли оказывается в Индии, где попадает в разные, зачастую неприятные, приключения. В 1999 году по роману был снят одноимённый фильм, который, несмотря на большой бюджет, успеха не имел.
В 1995 году, вместе с отцом, известным психологом Массио Аманти, он написал очерк «Во имя сына» (Nel nome del figlio), опубликованное издательством «Мондадори». В 1996 году в антологии «Молодые каннибалы» был представлен его рассказ, написанный совместно с Луизой Бранкаччо. В том же году в издательстве «Мондадори» вышел сборник рассказов Амманити «Грязь» (Fango), среди которых «Жить и умереть в Пренестино» (Vivere e morire al Prenestino) и «Последний новый год человечества» (L’ultimo capodanno dell’umanità). По последнему рассказу в 1998 году был снят фильм «Праздника не будет» (L’ultimo capodanno) с Моникой Беллуччи в главной роли.
В 1999 году вышел в свет роман «Я заберу тебя и увезу» (Ti prendo e ti porto via), действие в котором происходит в вымышленном городке в центральной Италии. Всеобщая известность пришла к Амманити в 2001 году, после выхода романа «Я не боюсь» (Io non ho paura). В 2003 году Габриэле Сальваторес снял по нему одноимённый фильм (премия Флайано за лучший сценарий).
В 2004 году Амманити написал сценарий для фильма «Сыворотка тщеславия» (Il siero della vanità). В 2006 году был опубликован роман «Как велит Бог» (Come Dio comanda). Книга была неоднозначно принята критикой, пользовалась популярностью среди читателей и получила премию Стрега за 2007 год. В 2008 году на экраны вышел одноимённый фильм Сальватореса.
В 2010 году Никколо Амманити написал роман «Я и ты», киноэкранизацией которого занимается Бернардо Бертолуччи. Это первый за 7 лет кинопроект знаменитого режиссёра.
В 2012 году Никколо` Амманити опубликовал сборник рассказов «Деликатный момент»,  названием которого стала цитата из рекомендаций Крупных и Влиятельных издателей (Mondadori и Einaudi:-«Знаешь, сейчас такой деликатный момент, — говорили они. — Рассказы не пойдут, дай лучше роман»).
В 2015 году публикует свой седьмой роман «Анна».

## Произведения

### Романы
- Жабры / Branchie, Ediesse, 1994 (Einaudi, 1997).
- Я заберу тебя и увезу / Ti prendo e ti porto via, Mondadori, 1999.
- Я не боюсь / Io non ho paura, Einaudi, 2001 (премия Виареджо; премия Горького, 2011)
- Как велит Бог / Come Dio comanda, Mondadori, 2006.
- Пусть начнется праздник / Che la festa cominci, Einaudi, 2009.
- Я и ты/ Io e te, Einaudi, 2010.
- Анна  /Anna, Einaudi, 2015
- Интимная жизнь / La vita intima, Einaudi, 2023

### Рассказы
- Сборник «Грязь» / Fango, Mondadori, 1996.
- «Вечерок» / Seratina (с Лучией Бранкаччо) в сборнике «Молодые каннибалы» / Gioventù cannibale, Einaudi, 1996.
- Alba tragica в сборнике «Все зубы монстра идеальны» / Tutti i denti del mostro sono perfetti, Mondadori, 1997.
- Enchanted Music & Light Records (с Жаме д’Алессандро) в сборнике «Фазан Джонатан Ливингстон — манифест против нью-эйдж» / Il fagiano Jonathan Livingston — manifesto contro la new age, Minimum Fax, 1998.
- «Друг Джеффри Дамера — мой друг» / L’amico di Jeffrey Dahmer è l’amico mio в сборнике «Италия ненавидит» / Italia odia, Supergiallo Mondadori, 2000.
- «Сделай немного больно» / Fa un po' male, Micromega, 2002.
- «Ты — моё сокровище» / Sei il mio tesoro в сборнике «Преступления» / Crimini, Einaudi, 2005.
- «Деликатный момент» / Il momento è delicato, Einaudi, 2012.

### Очерки
- Во имя сына / Nel nome del figlio — l’adolescenza raccontata da un padre e da un figlio (con Massimo Ammaniti), Mondadori, 1995.
- Даже солнце вызывает отвращение / Anche il sole fa schifo, Rai Eri, 1997.

### Экранизации
- 1998 — Праздника не будет / L’ultimo capodanno, реж. Марко Ризи
- 1999 — Жабры / Branchie, реж. Франческо Раниери Мартинотти
- 2003 — Я не боюсь / Io non ho paura, реж. Габриэле Сальваторес
- 2004 — Сыворотка тщеславия / Il siero della vanità, реж. Алекс Инфасчелли
- 2008 — Как велит Бог / Come Dio comanda, реж. Габриэле Сальваторес
- 2012 — Ты и я / Io e te, реж. Бернардо Бертолуччи
- 2021 — Анна / Anna, мини-сериал, реж. Никколо Амманити